# Tamerlane and Other Poems
Tamerlane and Other Poems er titlen på den amerikanske forfatter og digter, Edgar Allan Poes første digtsamling, udgivet anonymt i 1827 undersignaturen 'a Bostonian'.
| Bog | Spire Denne artikel om bøger og tidsskrifter er en spire som bør udbygges. Du er velkommen til at hjælpe Wikipedia ved at udvide den. |